# Behbeit el-Hagar
Behbeit el-Hagar (altägyptisch Hebit, arabisch بهبيت الحجارة, DMG Bahbīt/Bahbait al-Ḥiǧāra) ist eine im Nildelta südwestlich von al-Mansura gelegene Ortschaft, die zum Gouvernement ad-Daqahliyya gehört. Der altägyptische Pharao Amasis errichtete hier während seiner Regierungszeit ein Isis-Heiligtum. Neben Isis wurde auch Hor-pa-chered verehrt. Nektanebos II. gründete in seiner Regierungszeit das Iseum als Pendant zum Tempel in Koptos, es blieb jedoch wegen des Persereinfalls zunächst unvollendet.
In der Ptolemäerzeit erfolgte die Fertigstellung des Iseums. Aus der Regierungszeit von Ptolemaios II. datiert ein Relief, auf welchem Hor-pa-chered die Doppelkrone in Begleitung von Hathor trägt. Die zugehörige Kapelle des Iseum galt als „hohes Haus, in welchem Hor-pa-chered weilt“. Ptolemaios III. ließ mindestens eine weitere Darstellung von Hor-pa-chered anbringen. Auf einer Stele wird Hor-pa-chered als „Herr von Hebit“ bezeichnet. Im Sockel der Stele stehen unter den Füßen des Kindgottes ein Asiat und ein Nubier als Synonym für die Feinde Ägyptens.